# 比迪福德
比迪福德（英語：Bideford）是位於西南英格蘭德文郡北部的一個港口城市。據2011年人口普查，拜德福德有人口17,107人。

## 友好城市
- 法國 朗迪维肖